# 密碼 (認證)
密碼（英語：password）或稱為口令、通行字、通行碼，口令原来的意义是口头暗号，也叫“通行字”，是一个用于身份验证的保密的字符串，用以保护不想被别人看到的隐私以及防止未经授权的操作，達到保護隱私以及防止未經授權的操作的目的。帐号（用戶名）和密碼经常被用来登录受到保护的作業系統、手机、自动取款机等。通常，電腦用户需要密碼来登录系统、收发电子邮件、以及控制程序、数据库、网络和网站，甚至在线浏览新闻等。

## 动态口令卡
动态口令卡通常是一张表格，登录时服务器给出表格上的坐标，然后用户输入对应坐标上的字符。由于每次登录时的口令都不一样，大大增加了安全性。

## 手机动态密码
手机动态密码是用户登录时通过短信获得随机的字符串并在网站上输入验证身份的方法，这种方法使用了随机的一次性的密码，使破译变得非常困难，为了保证手机丢失后帐号仍然安全，使用这种方法时通常还与普通的口令相结合。

## 密碼強度
密碼可以是簡單的數字或英文構成，例如生日、學號、英文姓名等，但是這類密碼很容易被猜中；然而，過度複雜的密碼難以記憶。一般良好的密碼會遵守「易記難猜」的原則，也就是除了保有一定的複雜度外，也要易於記憶。
一般而言，增加密碼長度、避免連貫的字詞（例如abc、123等）或常見的字詞（例如admin）可以增加密碼強度。

## 相關社會事件
預設密碼沒改
2020年9月，日本東京都町田市一名就讀市立小學的小六女學生，遭到同學霸凌，校方透過定期發放的問卷調查得知，但查無證據。2020年11月，被霸凌的當事人，選擇尋短。事後檢討，該校是GIGA數位校園構想的試辦學校，每個學生發放一個平板電腦，帳號是按照學生的編號照排下去，密碼預設都是「123456789」，卻沒有叫拿到平板電腦的人要改密碼。導致有很高的機會可以登入別人的帳號。

## 参見
- 密碼強度
- 一次性密碼